# Бруклин (Мичиген)
Бруклин (енгл. Brooklyn) град је у америчкој савезној држави Мичиген.

## Демографија
По попису из 2010. године број становника је 1.206, што је 30 (2,6%) становника више него 2000. године.
| Група             | 2000.         | 2010.         |
| Белци             | 1.133 (96,3%) | 1.140 (94,5%) |
| Афроамериканци    | 0 (0,0%)      | 2 (0,2%)      |
| Азијати           | 6 (0,5%)      | 16 (1,3%)     |
| Хиспаноамериканци | 23 (2,0%)     | 35 (2,9%)     |
| Укупно            | 1.176         | 1.206         |